# Hayce Lemsi
Hayce Lemsi, pseudonimo di Islam Belouizdad (Hassi Messaoud, 16 dicembre 1987), è un rapper algerino naturalizzato francese.

## Discografia

### Album in studio
- 2015 – L'or des rois
- 2016 – ADAL (À des années lumières) (con Volts Face)
- 2018 – La haute
- 2019 – Ecorché vif
- 2020 – ADAL 2 (À des années lumières 2) (con Volts Face)

### Mixtape
- 2012 – Un petit pas pour Lemsi
- 2013 – Électron libre
- 2017 – Électron libre vol. 2
- 2017 – Eurêka
- 2021 – En attendant ELV3
- 2022 – Électron libre vol. 3